# Adrien Langumier
Adrien Achille Langumier, né le 3 janvier 1902 à Auxerre et décédé le 11 décembre 1990 à Saint-Amand-en-Puisaye, est un résistant et homme politique français.

## Biographie
Fils du secrétaire de la section SFIO locale, son père était sabotier et il recevait les pontes (Hervé, Cachin, Brizon[réf. souhaitée], Camélinat...) mais la guerre a tout brisé, il est allé travailler dans une usine de munitions. Adrien se fait embaucher dès 13 ans pendant les congés scolaires à fabriquer des obus et il perd son frère qui meurt au front en Champagne. Il se voue à la lutte politique, marqué par la guerre et la mort de son frère.
Il fonde à 17 ans avec René Roulot la Jeunesse syndicaliste d'Auxerre, forte de soixante membres et de sensibilité anarcho-syndicaliste[réf. nécessaire] et se rallie quand même aux candidatures socialistes à l'occasion des élections législatives de novembre 1919. Langumier était un orateur et un organisateur né. On le vit au premier plan, en mai 1920, à l'occasion de la grève générale des cheminots : il transforma la gare d'Auxerre en un bastion inexpugnable et les soldats envoyés pour briser le mouvement fraternisèrent avec les militants[réf. nécessaire].
La grève ne devint pas révolution, le mouvement national s'épuisa. Sous le coup d'un mandat d'arrêt car accusé d'avoir agressé des cheminots non grévistes et le chef de gare, Langumier poursuivit quelque temps son action dans le département de l'Yonne sous l'identité de Loiseau, puis gagna Paris où il travailla comme ajusteur jusqu'en juillet dans une usine d'ascenseurs de Boulogne-Billancourt. Menacé d'arrestation il passe la frontière suisse où il obtient le statut de réfugié politique.
Il rentre en France en 1921, se fait dénoncer est relaxé pratiquement pour défaut de témoignage des militaires qui refusent de le compromettre. Marié le 31 décembre 1927 avec Pauline Marie Heinimann, ils ont un fils Serge en 1928.
Secrétaire de l'Union départementale de l'Yonne puis de la 22e Union régionale CGTU (1925), puis des syndicats unitaires de la Seine (1934). Il devient journaliste en 1935 à l'Humanité.
Membre du Parti communiste depuis 1921, député communiste du XXe arrondissement de Paris en 1936, déchu en 1940 pour ne pas avoir dénoncé publiquement le pacte germano-soviétique. Il rompt avec le PCF à cette occasion et rejoint rapidement la résistance gaulliste : il sert comme capitaine FFI sous les ordres du général Koenig, participe en 1944 à la libération de Paris et à la campagne d'Allemagne de la 1re Armée. Considéré comme un traître par le PCF, il doit saisir un tribunal pour être reconnu comme un résistant. Il travaille avec Guy Mollet en 1950, puis devient membre du Parti socialiste dans les années 1970. Retraité en 1970, il reste éditorialiste au Courrier de la Nièvre[réf. souhaitée].

## Sources
- « Adrien Langumier », dans le Dictionnaire des parlementaires français (1889-1940), sous la direction de Jean Jolly, PUF, 1960 [détail de l’édition]
- Dictionnaire biographique du mouvement ouvrier français, dirigé par Jean Maitron, éditions de l’Atelier, 4e période (1914-1939)